# كاردينال هيلث
شركة كاردينال هيلث هي شركة خدمات رعاية صحية متعددة الجنسيات أمريكية، وهي الشركة الرابعة عشر المدرة للدخل في الولايات المتحدة. تقع مقراتها الرئيسية في دبلن، أوهايو، ودبلن، أيرلندا. الشركة متخصصة في توزيع الأدوية والمنتجات الطبية، التي تخدم أكثر من 100,000 موقع. تقوم الشركة أيضًا بتصنيع المنتجات الطبية والجراحية، بما في ذلك القفازات والملابس الجراحية ومنتجات إدارة السوائل. بالإضافة إلى ذلك، تدير أكبر شبكة من الصيدليات الإشعاعية في الولايات المتحدة. توفر كاردينال هيلث المنتجات الطبية لأكثر من 75 في المائة من المستشفيات في الولايات المتحدة.

## روابط خارجية
- الموقع الرسمي